# Вищий національний комітет

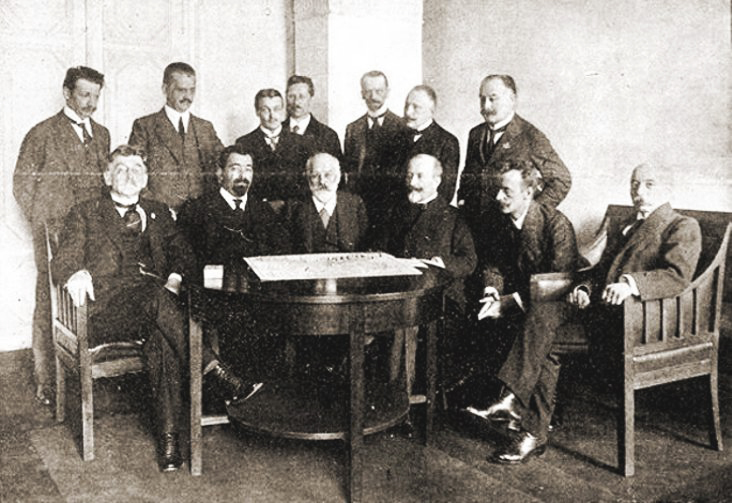
Вищий національний комітет (1914)

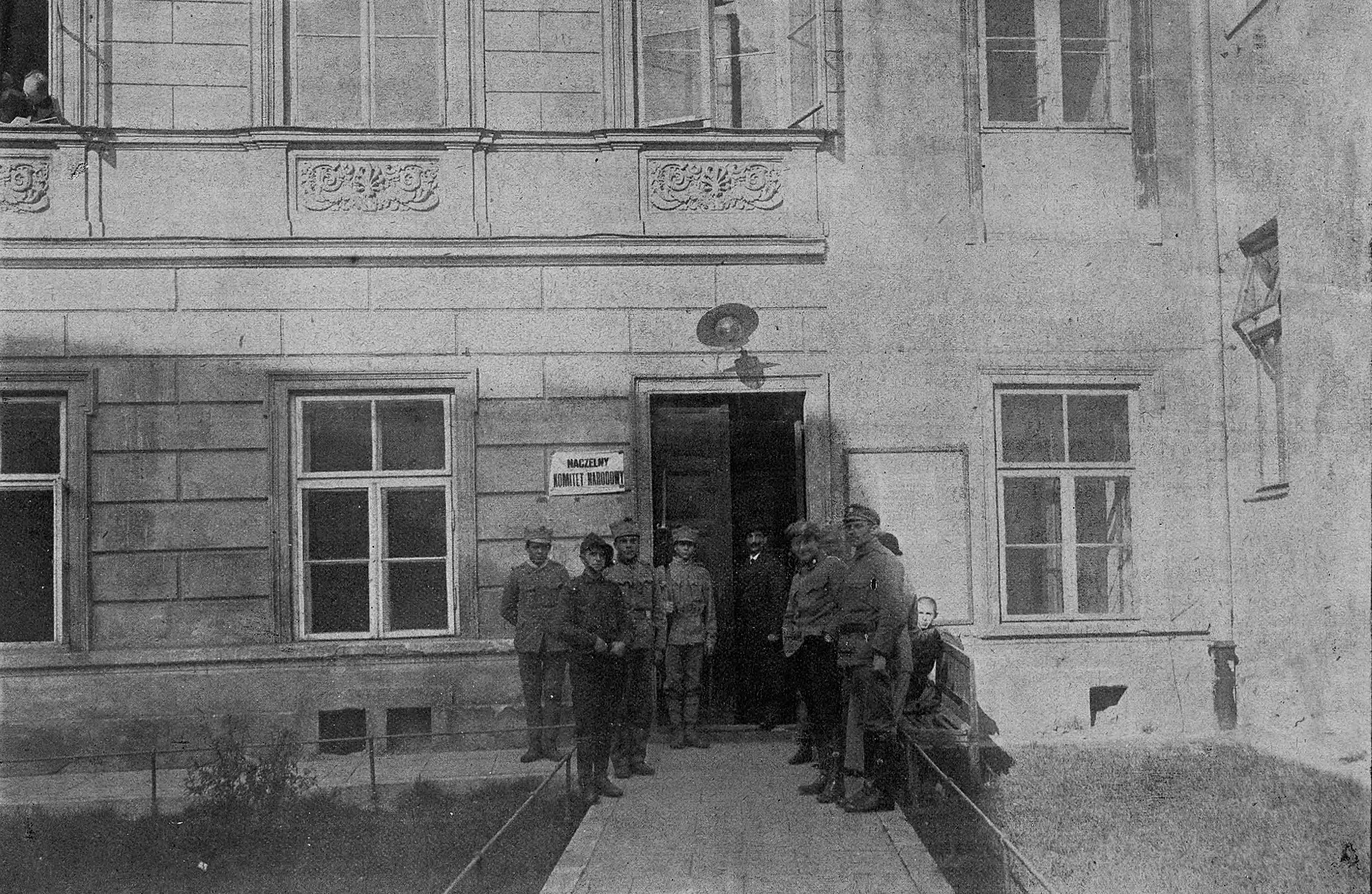
Осідок комітету в Кракові, на вулиці Посельській (1914)

Вищий національний комітет (пол. Naczelny Komitet Narodowy, NKN) — квазіуряд поляків Галичини в Австро-Угорській імперії з 1914 по 1917 рік. 
Створений 16 серпня 1914 р. Замінив Тимчасову комісію сконфедерованих незалежницьких партій (пол. Komisja Tymczasowa Skonfederowanych Stronnictw Niepodległościowych) і Центральний національний комітет (пол. Centralny Komitet Narodowy), здобувши підтримку з боку польських консерваторів та Народно-демократичної партії. З часом втратив більшість початкової підтримки, особливо через свою сильну проавстрійську позицію. Замінений у 1917 році на Регентську раду.

## Історія
Утворений як політичне представництво поляків у Галичині 16 серпня 1914 у Кракові, внаслідок угоди між усіма польськими політичними середовищами підавстрійської Польщі: консерваторами, демократами, націонал-демократами, прогресистами, селянською партією та соціалістами. Виник з ініціативи краківських консерваторів. Підтримував розв'язання польського питання під час Першої світової війни, у чому орієнтувався на Австро-Угорщину і з самого початку мав на меті перетворення цієї держави на триалістичну монархію: австро-угорсько-польську, де польську частину пропонував створити шляхом злиття Галичини з Царством Польським. Комітет очолив Юліуш Лео. Наступними головами організації були Владислав Леопольд Яворський та Леон Білінський.
На початку ділився на дві автономні частини: східну з осідком у Львові та західну з осідком у Кракові. Кожна з них мала виконувати функції в повному обсязі NKN. Після того, як царська армія зайняла Львів, перед лицем поразки австро-угорської армії, NKN покинули галицькі діячі, що представляли течію ендеків, на чолі зі Станіславом Грабським. Від початку війни, згідно з настановами лідера ендеків Романа Дмовського, ці політики орієнтувалися на Росію, а приводом для виходу з NKN був характер присяги легіонів, яка, як вони твердили, надто мало наголошувала на польському національному характері війська. Після ліквідації східної частини всю роботу Вищого національного комітету перебрала на себе західна (краківська) частина.
З ініціативи Краківського комітету було створено польські легіони для боротьби спільно з австрійською армією проти Росії. Політику австрійської влади, попри прихильність до такої концепції з боку цісаря Франца-Йосифа, стримувала Німецька імперія, яка в союзі з Австро-Угорщиною відігравала панівну роль і не бажала допустити злуки земель російської та австрійської Польщі під скіпетром Габсбургів. Для Берліна це було небажано через значне посилення позицій Австрії та реальну загрозу польського ірредентизму щодо польських земель, які були під владою Пруссії. Проти триалістичної концепції також виступили угорці, побоюючись втрати власного привілейованого становища в монархії Габсбургів. Військовий департамент NKN очолював полковник Владислав Сікорський, який представляв позицію розбудови легіонів. 1915 року виник конфлікт між Сікорським і Пілсудським, який виступав проти подальшого вербування до легіонів, бажаючи реалізувати свою концепцію польської справи. У наступні роки NKN втратив свою значущість і поступово розгубив свою політичну базу після того, як у 1917 році його покинули Народна партія та соціалісти, а також Ліга жінок Галичини та Сілезії.
Розпуск Вищого національного комітету оголосили у зв'язку зі створенням Регентської ради як верховного органу влади Королівства Польського. Формально комітет було розпущено на засіданні 15 жовтня 1917 р., але період його ліквідації тривав до 19 серпня 1920 р., зокрема, 1 січня 1918 року підпорядкована Регентській раді Рада міністрів Королівства Польського уклала угоду з Вищим національним комітетом про передачу організованих ним закордонних інформаційних бюро до складу свого Державного департаменту.

## Ключові члени
- Голови: Юліуш Лео; Владислав Леопольд Яворський; Леон Білінський
- Військовики: Владислав Сікорський; Юзеф Пілсудський
- Інші: Тадеуш Ценський.